# Folke Seldén
Folke Herbert Seldén, född den 16 juli 1890 i Myckleby församling, Göteborgs och Bohus län, död den 11 juni 1949 i Göteborg, var en svensk ingenjör. 
Seldén studerade vid Chalmers tekniska läroanstalt i Göteborg. Han var verksam vid Götaverken som överingenjör och chefskonstruktör. Seldén invaldes som ledamot av Ingenjörsvetenskapsakademien 1934. Han blev riddare av Vasaorden 1933. Seldén vilar på Myckleby kyrkogård.